# Cheongha-myeon, Pohang
Cheongha-myeon (koreanska: 청하면) är en socken i den östra delen av Sydkorea, 260 km sydost om huvudstaden Seoul. Den ligger i stadsdistriktet Buk-gu i kommunen Pohang i provinsen Norra Gyeongsang.